# 井手正太郎
井手 正太郎（いで しょうたろう、1983年10月10日 - ）は、宮崎県西諸県郡野尻町（現・小林市）出身の元プロ野球選手（外野手）、プロ野球コーチ、実業家。株式会社ニーロク代表取締役。

## 経歴

### プロ入り前
高校は日南学園高に入学。一般入学の無名選手であったが、1年生時から三塁手のレギュラーの座を掴み、3年生時には第83回全国高等学校野球選手権大会に出場。3番・遊撃手として出場し、6割以上の打率を残した。アジアAAA選手権の代表にも選ばれる。チームは決勝で敗れたが、自身は打撃部門の三冠を獲得した。
2001年度ドラフト会議にて福岡ダイエーホークスから8巡目指名を受け、入団。同期生であった寺原隼人も1巡目指名を受けた。ホークスが重視している「地元九州ブランド」の選手としての指名でもあった。

### ダイエー・ソフトバンク時代
2002年・2003年は二軍生活に終始。2004年には、オープン戦で実績を残したことから、公式戦の開幕を初めて一軍で迎えた。3月27日には、オリックス・ブルーウェーブとの開幕戦に、「9番・右翼手」としてスタメンで一軍デビュー。しかし、4月6日の対大阪近鉄バファローズ戦で故障したため、一軍公式戦にはシーズン通算で10試合の出場にとどまった。
2005年には、シーズンの前半を二軍で過ごしたものの、ウエスタン・リーグの公式戦で打率.325、5本塁打という好成績をマーク。後半戦から一軍へ昇格すると、自身初のサヨナラ打や、ヤフードームのライトスタンドに流し打ちで2本の本塁打を放つなど一軍公式戦の随所で活躍した。
2006年には、ウエスタン・リーグ公式戦で打率.302、5本塁打を記録。その一方で、7月の二軍打撃練習中には、育成コーチ（当時）として打撃投手を務めていた田口昌徳の投球が顔面を直撃。その影響で鼻を骨折した。
2007年には、ウエスタン・リーグ公式戦で.365という高打率をマーク。一軍のレギュラー外野手だった多村仁や大村直之の故障などを背景に、一軍公式戦にも61試合に出場したが、打率.235で一軍への定着までには至らなかった。シーズン終了後に結婚を発表。
2008年には、オープン戦でレギュラー級の外野手に故障者が続出したため、左翼手として一軍の開幕戦からスタメン出場を続けた。一時はパシフィック・リーグの2位まで打率を上げたが、4月13日の対埼玉西武ライオンズ戦での外野守備中に、飛球を追った際に右足首を捻挫。翌14日に出場選手登録を抹消されたが、シーズン終盤に一軍へ復帰。一軍公式戦全体では、故障の影響で23試合の出場にとどまったものの、打率.324を記録した。
2009年には、一軍公式戦8試合に出場したが、打率が.056（18打数1安打）に低迷した。

### 横浜・DeNA時代
2010年公式戦開幕直後の4月20日に、吉川輝昭との交換トレードで横浜ベイスターズへ移籍することが発表された。移籍後の入団会見では「ソフトバンクではチャンスがなく、外（他球団）でやりたいという気持ちはあった」とトレードを歓迎する姿勢を見せた。移籍後の5月4日には、対広島東洋カープ戦（横浜スタジアム）でサヨナラ安打を放ったことから、試合後のヒーローインタビューで宮崎弁を披露。1週間後の5月11日に恥骨結合部分の炎症が判明したため、一時戦線を離脱したが、一軍公式戦には49試合に出場。一軍公式戦では自身3年振りの本塁打も放った。
2011年には、背番号を26、ユニフォーム表記をホークス時代の「S.IDE」に変更。しかし、国内FA権の行使により、北海道日本ハムファイターズから移籍した森本稀哲が外野のレギュラーに定着したことなどから、自身の一軍公式戦出場は13試合にとどまった。
2012年には、シーズン終盤の9月28日に初めて出場選手登録を果たすと、一軍公式戦11試合の出場で2本の本塁打を放った。
2013年には、一軍公式戦32試合に出場。移籍後最多の11打点、打率.310を記録した。
2014年は開幕一軍入りを果たした。交流戦では2試合連続本塁打を記録するなど存在感を示したが、シーズンを通じて一軍と二軍を何度も往復。イースタン・リーグ公式戦では、打率.380、7本塁打、26打点という好成績を残した。一軍公式戦には、36試合の出場で、打率.205ながら3本塁打を放った。
2015年は開幕一軍入りを果たすも、4月10日に抹消。5月3日に再昇格。5月8日の読売ジャイアンツ戦で先発起用されると、逆転の決勝打を含む適時打2本3打点を記録。なお、胃腸炎を患いながらの出場であり、ヒーローインタビューでは「素麺しか食べていなかった。素麺パワーです」と語った。5月14日の中日ドラゴンズ戦では、梶谷隆幸に代わって3番に起用され、5回裏の打席で1号ソロ本塁打を放った。さらに5月22日の阪神タイガース戦ではサヨナラ適時打を打った。一軍公式戦40試合に出場。自己最多の4本塁打を放つなど、チームの前半戦首位に貢献した。後半戦にチームが失速すると、自身も不調に陥ったため、シーズン通算打率は.255に留まったが、オフには100万円増となる1250万円で更改した。
2016年は、一軍での貧打を解消すべく、公式戦開幕直後の4月9日にシーズン初の出場選手登録。翌日の東京ヤクルトスワローズ戦で石田健大と共にお立ち台に立った。登録後の一軍公式戦では、3番・5番打者として先発起用された後に、途中で代走や守備要員と交代することが多かった。通算では27打数7安打という成績を残したが、5月9日の登録抹消後は一軍から遠ざかった。10月2日に球団から戦力外通告を受けると、12月2日付で、NPBから自由契約選手として公示。
井手自身は、戦力外通告を受けたことを機に、現役からの引退をいったん決断した。2015年から原因不明の嘔吐に苦しめられてきたほか、2016年の春季キャンプで人生初のぎっくり腰に見舞われたことを境に、これまで自分で修正できていたスイングのずれを直せなくなったことによる。しかし、周囲から現役生活の続行を勧められたたことから、2016年11月12日に12球団合同トライアウト（阪神甲子園球場）へ参加。シートバッティング形式の対戦で、5人の投手を相手に、5打数1安打という結果を残した。しかし、NPB他球団から獲得のオファーを受けるに至らなかったため、前述の決断に沿って現役を引退した。

### 現役引退後
2017年はDeNAの球団職員として、地域の野球振興に取り組んでいたが、同年12月9日に球団から解雇されたことを自身のツイッター上で報告した。
解雇の報告と同時期の2017年12月、横浜市中区に「株式会社ニーロク」を立ち上げた。地元宮崎のフルーツ販売や自身のトークショーなどのイベント関連事業、自身の野球経験を活かしてバッティングセンターでのマンツーマンの打撃指導を請け負う。会社名はDeNA在籍時の背番号から。
2019年10月21日、2020年より始動する沖縄県初のプロ野球チーム・琉球ブルーオーシャンズのコーチ就任が発表された。2021年8月17日に球団より契約解除の通達をLINEで受けた旨を自身のツイッターで明かし（のちに投稿削除）、10月1日、球団から契約期間終了による退団の発表が正式になされた。

## 選手としての特徴・人物

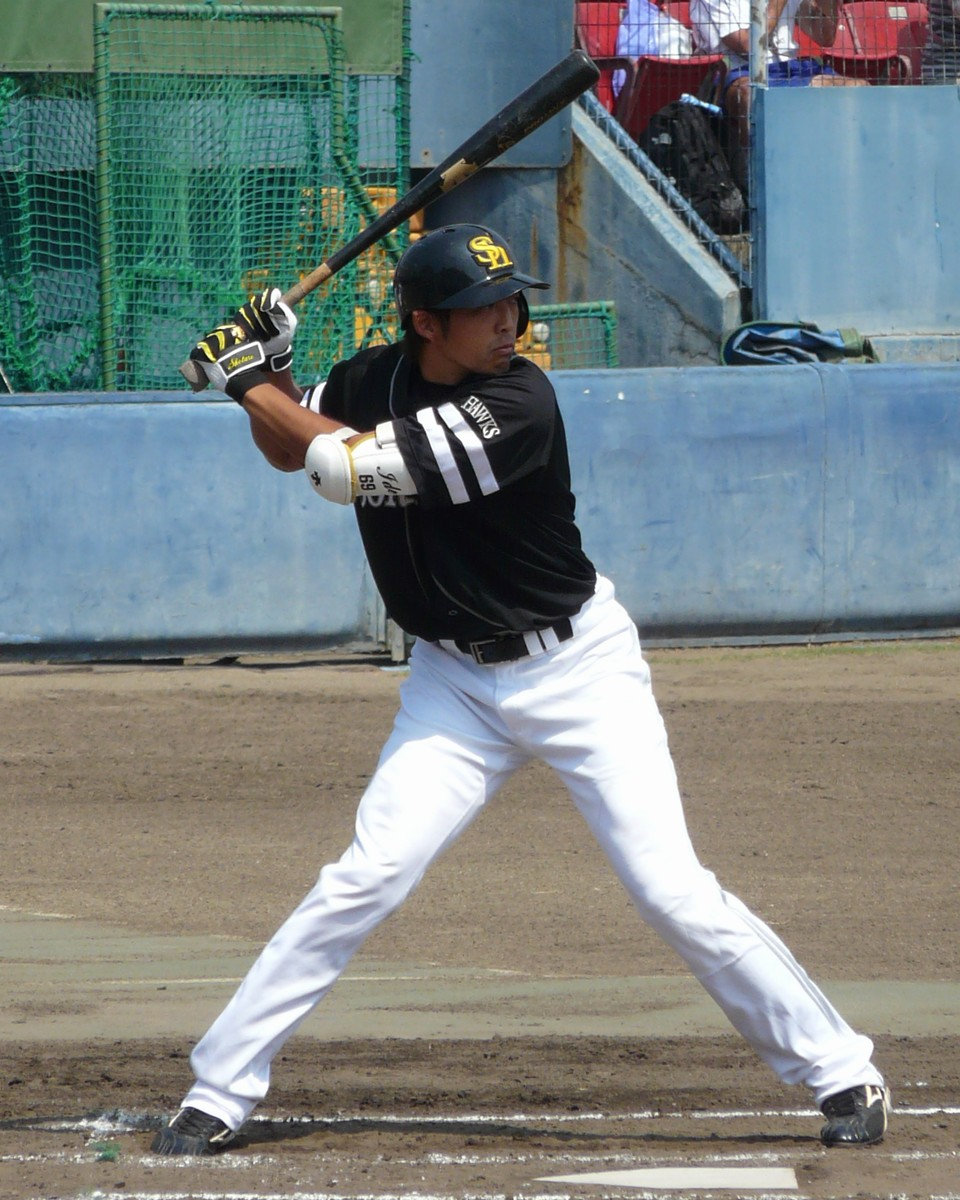
ソフトバンク時代（2009年9月）

球種を予測せず、来た球に食らいつく打撃スタイル。思い切りが良く、広角打法で逆方向にも本塁打を打てるパンチ力が魅力。また、無類の勝負強さやしぶとい打撃にも定評がある。
既婚者で、3人の子どもがいる。脇役としての自覚からレギュラー獲りを目標とせず、「細く長く」プロ生活を送る事を目標に掲げていた。在籍した2球団ではいずれも親会社の変更によるチーム名の変更（福岡ダイエー→福岡ソフトバンク、横浜→横浜DeNA）を経験している。
ホークス時代のチームメイトで先輩でもあった川﨑宗則とは、同球団への入団2年目からDeNAで現役を引退するまで、オフシーズンには鹿児島県姶良市での自主トレに同行。現役引退を決断したことを電話で伝えた際には、川﨑から明るい声で「良かったな!凄いぞ、15年間も（現役を）やったのは!」と励まされた。井手によれば、川﨑は「兄のような存在」で、川﨑の実父（電気工事店店主）を『パパリン』と呼んでいるという。同学年の寺原隼人は高校当時、ソフトバンク時代、横浜移籍時共にチームメイトとなった。
ホークス在籍当時は公式サイトにて「正太郎日記」というコラムを執筆していた。起業後、会社ホームページのコンテンツの一つとして「今日もい～です正太郎日記」を開始した（2018年10月以降更新停止中）。

## 詳細情報

### 年度別打撃成績
| 年 度      | 球 団                 | 試 合 | 打 席 | 打 数 | 得 点 | 安 打 | 二 塁 打 | 三 塁 打 | 本 塁 打 | 塁 打 | 打 点 | 盗 塁 | 盗 塁 死 | 犠 打 | 犠 飛 | 四 球 | 敬 遠 | 死 球 | 三 振 | 併 殺 打 | 打 率 | 出 塁 率 | 長 打 率 | O P S |
| ---------- | --------------------- | ----- | ----- | ----- | ----- | ----- | -------- | -------- | -------- | ----- | ----- | ----- | -------- | ----- | ----- | ----- | ----- | ----- | ----- | -------- | ----- | -------- | -------- | ----- |
| 2004       | ダイエー ソフトバンク | 10    | 33    | 33    | 3     | 8     | 2        | 1        | 0        | 12    | 5     | 0     | 1        | 0     | 0     | 0     | 0     | 0     | 10    | 0        | .242  | .242     | .364     | .606  |
| 2005       | ダイエー ソフトバンク | 21    | 49    | 44    | 6     | 9     | 0        | 1        | 2        | 17    | 8     | 0     | 0        | 1     | 0     | 4     | 0     | 0     | 14    | 1        | .205  | .271     | .386     | .657  |
| 2006       | ダイエー ソフトバンク | 23    | 34    | 31    | 1     | 4     | 1        | 0        | 0        | 5     | 2     | 0     | 0        | 1     | 0     | 2     | 0     | 0     | 8     | 0        | .129  | .182     | .161     | .343  |
| 2007       | ダイエー ソフトバンク | 61    | 149   | 132   | 11    | 31    | 7        | 0        | 2        | 44    | 16    | 0     | 1        | 6     | 1     | 9     | 0     | 1     | 27    | 5        | .235  | .287     | .333     | .620  |
| 2008       | ダイエー ソフトバンク | 23    | 73    | 68    | 5     | 22    | 4        | 1        | 0        | 28    | 8     | 2     | 0        | 1     | 1     | 3     | 1     | 0     | 13    | 2        | .324  | .347     | .412     | .759  |
| 2009       | ダイエー ソフトバンク | 8     | 21    | 18    | 0     | 1     | 0        | 0        | 0        | 1     | 0     | 0     | 0        | 3     | 0     | 0     | 0     | 0     | 3     | 0        | .056  | .056     | .056     | .111  |
| 2010       | 横浜 DeNA             | 49    | 114   | 104   | 7     | 21    | 8        | 0        | 1        | 32    | 5     | 1     | 1        | 3     | 0     | 7     | 0     | 0     | 22    | 4        | .202  | .252     | .308     | .560  |
| 2011       | 横浜 DeNA             | 13    | 24    | 23    | 1     | 5     | 0        | 0        | 0        | 5     | 1     | 0     | 0        | 1     | 0     | 0     | 0     | 0     | 6     | 0        | .217  | .217     | .217     | .434  |
| 2012       | 横浜 DeNA             | 11    | 30    | 28    | 2     | 6     | 2        | 0        | 2        | 14    | 3     | 0     | 0        | 0     | 0     | 2     | 0     | 0     | 2     | 2        | .214  | .267     | .500     | .767  |
| 2013       | 横浜 DeNA             | 32    | 99    | 87    | 16    | 27    | 4        | 0        | 0        | 31    | 11    | 0     | 0        | 1     | 3     | 7     | 0     | 1     | 11    | 4        | .310  | .357     | .356     | .713  |
| 2014       | 横浜 DeNA             | 36    | 77    | 73    | 7     | 15    | 3        | 0        | 3        | 27    | 13    | 0     | 0        | 0     | 1     | 3     | 0     | 0     | 20    | 2        | .205  | .234     | .370     | .604  |
| 2015       | 横浜 DeNA             | 40    | 102   | 98    | 8     | 25    | 7        | 0        | 4        | 44    | 13    | 0     | 0        | 0     | 1     | 3     | 0     | 0     | 28    | 0        | .255  | .275     | .449     | .723  |
| 2016       | 横浜 DeNA             | 11    | 29    | 27    | 4     | 7     | 0        | 0        | 1        | 10    | 4     | 0     | 0        | 0     | 1     | 1     | 0     | 0     | 5     | 0        | .259  | .276     | .370     | .646  |
| 通算：13年 | 通算：13年            | 338   | 834   | 766   | 71    | 181   | 38       | 3        | 15       | 270   | 89    | 3     | 3        | 17    | 8     | 41    | 1     | 2     | 169   | 20       | .236  | .274     | .352     | .627  |

- ダイエー（福岡ダイエーホークス）は、2005年にソフトバンク（福岡ソフトバンクホークス）に球団名を変更
- 横浜（横浜ベイスターズ）は、2012年にDeNA（横浜DeNAベイスターズ）に球団名を変更

### 年度別守備成績
| 年 度 | 一塁  | 一塁  | 一塁  | 一塁  | 一塁  | 一塁     | 外野  | 外野  | 外野  | 外野  | 外野  | 外野     |
| 年 度 | 試 合 | 刺 殺 | 補 殺 | 失 策 | 併 殺 | 守 備 率 | 試 合 | 刺 殺 | 補 殺 | 失 策 | 併 殺 | 守 備 率 |
| ----- | ----- | ----- | ----- | ----- | ----- | -------- | ----- | ----- | ----- | ----- | ----- | -------- |
| 2004  | -     | -     | -     | -     | -     | -        | 10    | 24    | 0     | 1     |       | .960     |
| 2005  | -     | -     | -     | -     | -     | -        | 17    | 18    | 1     | 0     | 0     | 1.000    |
| 2006  | -     | -     | -     | -     | -     | -        | 20    | 20    | 0     | 0     | 0     | 1.000    |
| 2007  | -     | -     | -     | -     | -     | -        | 55    | 64    | 5     | 1     | 0     | .986     |
| 2008  | -     | -     | -     | -     | -     | -        | 23    | 34    | 1     | 3     | 1     | .921     |
| 2009  | -     | -     | -     | -     | -     | -        | 8     | 12    | 0     | 0     | 0     | 1.000    |
| 2010  | -     | -     | -     | -     | -     | -        | 36    | 54    | 1     | 0     | 0     | 1.000    |
| 2011  | -     | -     | -     | -     | -     | -        | 5     | 9     | 0     | 0     | 0     | 1.000    |
| 2012  | -     | -     | -     | -     | -     | -        | 9     | 13    | 0     | 0     | 0     | 1.000    |
| 2013  | -     | -     | -     | -     | -     | -        | 26    | 53    | 2     | 0     | 0     | 1.000    |
| 2014  | 6     | 21    | 2     | 0     | 2     | 1.000    | 10    | 14    | 2     | 1     | 1     | .941     |
| 2015  | 2     | 14    | 0     | 1     | 1     | .933     | 24    | 30    | 1     | 0     | 0     | 1.000    |
| 2016  | 2     | 9     | 0     | 0     | 2     | 1.000    | 5     | 2     | 0     | 0     | 0     | 1.000    |
| 通算  | 10    | 44    | 2     | 1     | 5     | .979     | 248   | 347   | 13    | 6     |       | .984     |

### 記録
- 初出場・初先発出場：2004年3月27日、対オリックス・ブルーウェーブ1回戦（福岡ドーム）、9番・右翼手で先発出場
- 初打席：同上、2回裏に具臺晟の前に見逃し三振
- 初安打・初打点：2004年3月28日、対オリックス・ブルーウェーブ2回戦（福岡ドーム）、2回裏に小倉恒から左前適時打
- 初本塁打：2005年6月15日、対横浜ベイスターズ5回戦（福岡Yahoo! JAPANドーム）、2回裏にセドリック・バワーズから右越ソロ
- 初盗塁：2008年4月11日、対埼玉西武ライオンズ4回戦（福岡Yahoo! JAPANドーム）、2回裏に二盗（投手：帆足和幸、捕手：細川亨）

### 背番号
- 69 （2002年 - 2010年4月19日）
- 12 （2010年4月20日 - 同年終了）
- 26 （2011年 - 2016年、2020年 - 2021年）

### 登場曲
- ケツメイシ 「カーニバル」（ホークス時代）
- 九州男 「少年 ⇔ 未来 ～ 映画のようなメモリー ～」
- 鬼龍院翔 from ゴールデンボンバー 「Life is SHOW TIME」（2013年 - 2014年）
- BIGBANG 「MY HEAVEN」（2015年）
- GLAY 「SOUL LOVE」（2016年）